# 山丹州
山丹州，元朝时设置的州。
至元二十二年（1285年），改山丹县为山丹州。属甘肃等处行中书省，治所在今甘肃省山丹县。在甘州路、永昌路之间。明朝洪武初年废。洪武二十三年（1390年），置山丹卫。清朝雍正二年（1724年）再改为山丹县。